# Harzig & Möller

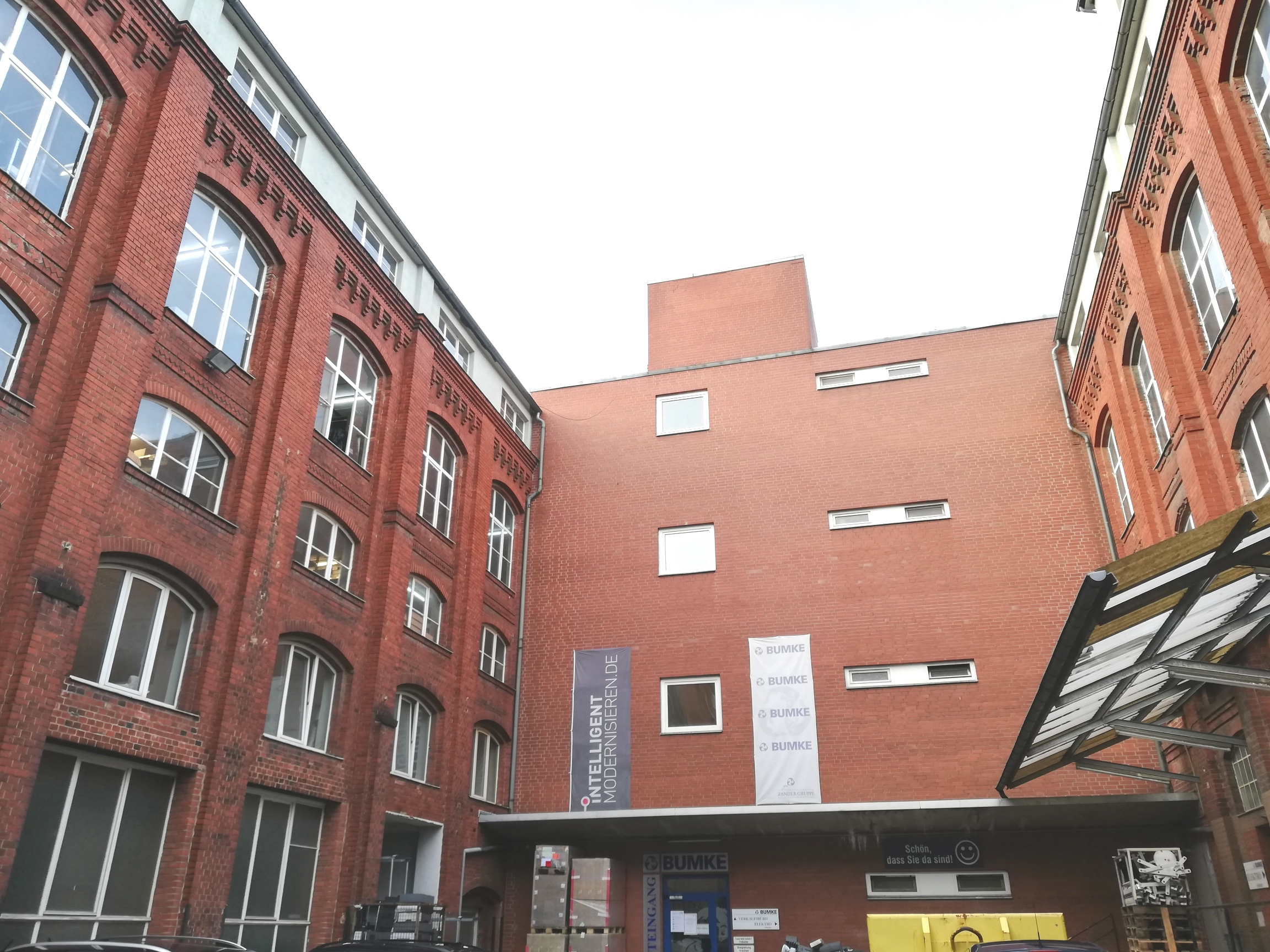
Industriearchitektur aus der Wende vom 19. zum 20. Jahrhundert, in der Harzig & Möller ihren Betrieb unterhielten; Bauherr: August Lemier ;
Adresse Anfang 2021: Engelbosteler Damm 5, Bumke-Gelände

Harzig & Möller in Hannover war eine Hof-Buchdruckerei mit angeschlossenem Verlag.

## Geschichte
Harzig & Möller ging aus der Buchdruckerei Harzig hervor, die Anfang des 20. Jahrhunderts in einem Hinterhaus des Fabrikanten August Lemier am Engelbosteler Damm 140 ihren Betrieb unterhielt. Als Harzig & Möller erweiterte das Unternehmen unter derselben Adresse die Buchdruckerei um den Steindruck.
Noch während des Deutschen Kaiserreichs trat die Firma auch als Verlag auf, so etwa 1912 für eine Lebensbeschreibung des Kunsthistorikers Ludwig Grote.

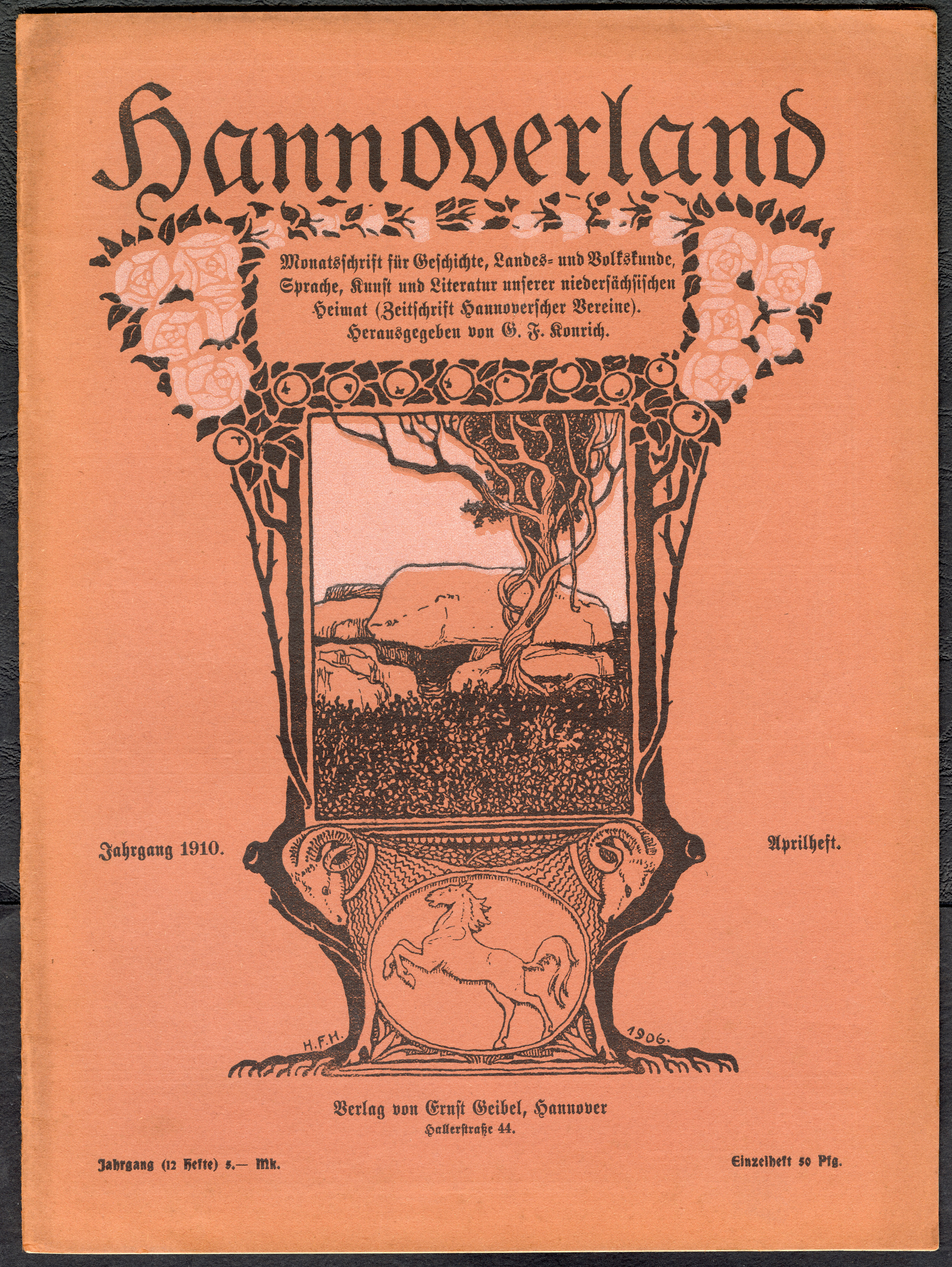
Titelblatt der Zeitschrift Hannoverland mit Künstlersignatur H.F.H., 1910 von Harzig & Möller gedruckt

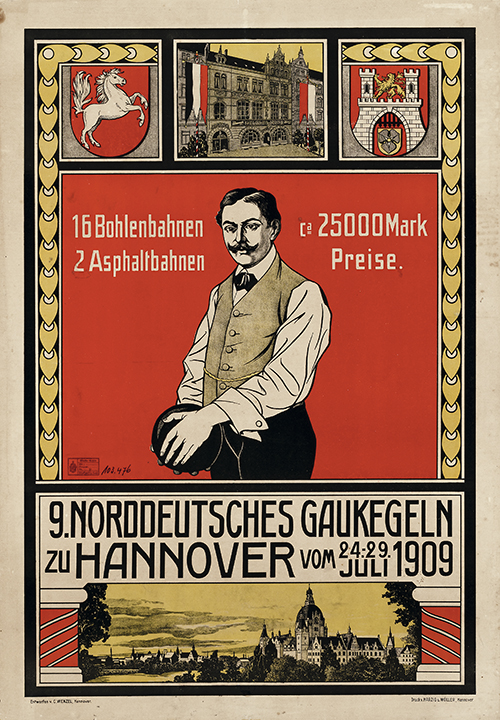
Vielfarb-Plakatdruck 9. Norddeutsches Gaukegeln zu Hannover, nach einem Entwurf von Carl Wenzel, 1909

Spätestens während des Ersten Weltkrieges hatte sich das Unternehmen neben dem Buch- auch auf den Kunstdruck spezialisiert.
Noch in den 1920er Jahren firmierte das Unternehmen als Hofbuchdruckerei Harzig und Möller.